# المدعي العام للدولة
المدعي العام للدولة أو محامي الدولة هو محامي الذي يمثل مصالح الدولة في إجراءات قانونية، وعادة باعتباره المدعي العام. وهو اللقب الرسمي في الولايات المتحدة، الذي عين في بعض الأحيان ولكن الأكثر شيوعا في خدمة الرسمية المنتخبة باعتبارها الجهاز الرئيسي للضابط إنفاذ القانون له أو لها مقاطعة، الدائرة، أو منطقة. مكاتب المدعي العام للمنطقة، أو محامي الكومنولث، أو محامي المقاطعة، أو المدعي العام للمقاطعة، أو المدعي العام في كثير من الأحيان هو الحال في الولايات المتحدة على الرغم من أن ولاية كارولينا الجنوبية تستخدم مصطلح المحامي. تستخدم ولاية فلوريدا وغيرها من الدول أو تستخدم مصطلح محامي الولاية، مثل جمهوريات بوير في ولاية أورانج الحرة (1854-1902) وجمهورية جنوب إفريقيا (1852-1902) في جنوب إفريقيا. في هذه الحالات، كان الموقف مطابقًا لموقف المدعي العام في النظام القضائي البريطاني. يتم استخدامه داخل دائرة النائب العام في سريلانكا.

## الواجبات
عادةً ما يُلزم القانون بالواجبات الرئيسية لمحامي الولاية، وتشمل تمثيل الدولة في جميع المحاكمات الجنائية عن الجرائم التي وقعت في الولاية القضائية لمحامي الولاية. يجوز تحديد الاختصاص الجغرافي لمحامي الولاية بواسطة حدود مقاطعة أو دائرة قضائية أو دائرة قضائية. 
تشمل واجباتهم عمومًا اتهامهم بالجرائم من خلال المعلومات و / أو لوائح اتهام هيئة المحلفين الكبرى. بعد فرض التهم الجنائية، سيحاكم محامي الدولة المتهمين بارتكاب جريمة. وهذا يشمل إجراء الاكتشاف والمساومة أمام المحكمة والمحاكمة. 
في بعض الولايات القضائية، قد يعمل محامي الولاية كمستشار رئيسي لشرطة المدينة، وشرطة المقاطعة، وشرطة الولاية وجميع وكالات إنفاذ القانون بالولاية ضمن الولاية القضائية لمحامي الولاية. 

## الولايات الأمريكية التي لديها محامو الولاية أو مدعو الولاية
- كونيتيكت
- فلوريدا (محامو الولاية)
- إلينوي
- ماريلاند
- شمال داكوتا
- جنوب داكوتا
- فيرمونت